# Gère-Bélesten
Gère-Bélesten is een gemeente in het Franse departement Pyrénées-Atlantiques (regio Nouvelle-Aquitaine). De plaats maakt deel uit van het arrondissement Oloron-Sainte-Marie. Gère-Bélesten telde op 1 januari 2022 186 inwoners.

## Geografie
De oppervlakte van Gère-Bélesten bedroeg op 1 januari 2022 12,82 vierkante kilometer; de bevolkingsdichtheid was toen 14,5 inwoners per km².

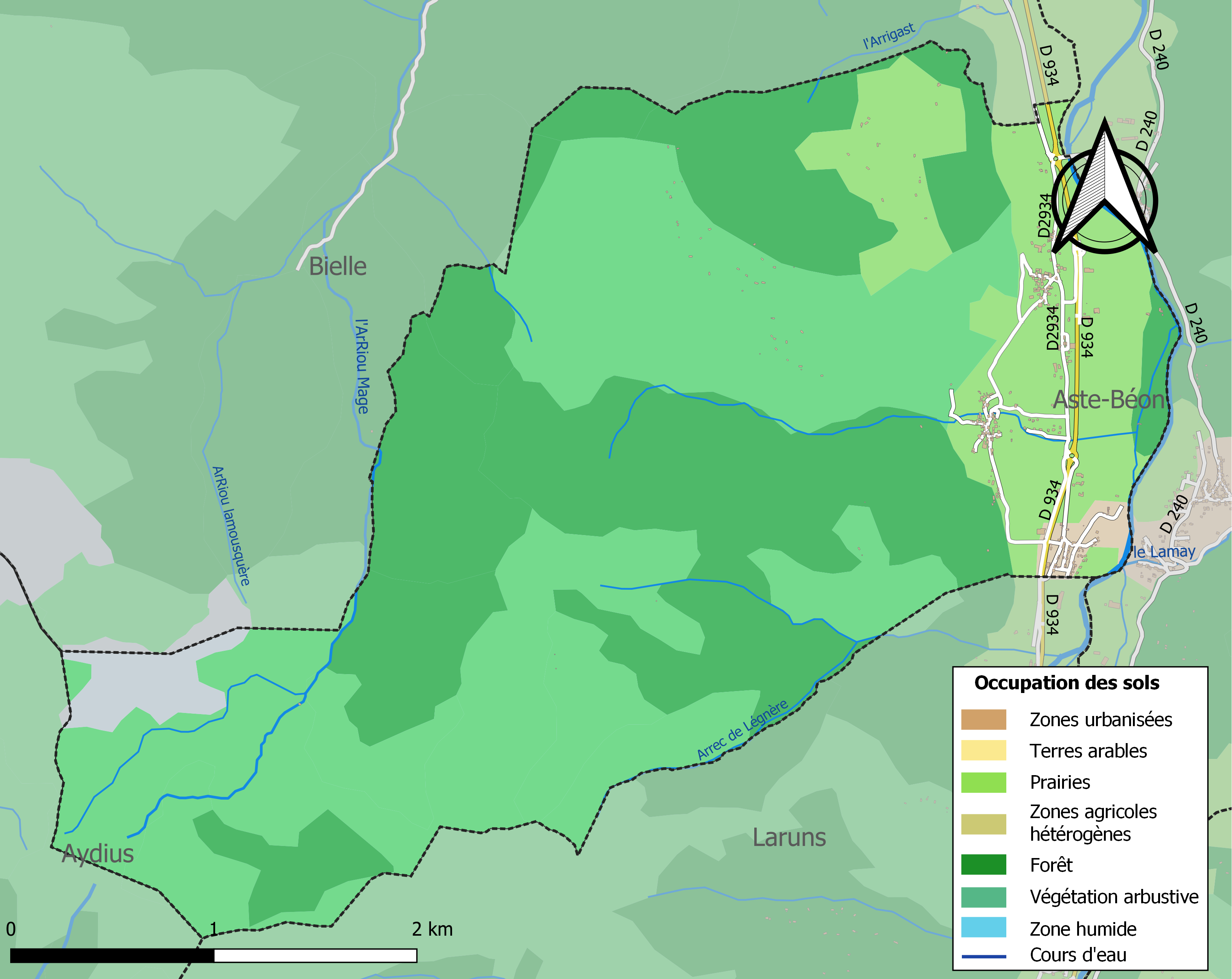
Kaart van de gemeente met belangrijkste infrastructuur, bodemgebruik en omliggende gemeenten

## Demografie
Onderstaande figuur toont het verloop van het inwonertal (bron: INSEE-tellingen).